# مجموعة الكربون
| المجموعة | 14     |
| الدورة   |        |
| 2        | 6 C    |
| 3        | 14 Si  |
| 4        | 32 Ge  |
| 5        | 50 Sn  |
| 6        | 82 Pb  |
| 7        | 114 Fl |

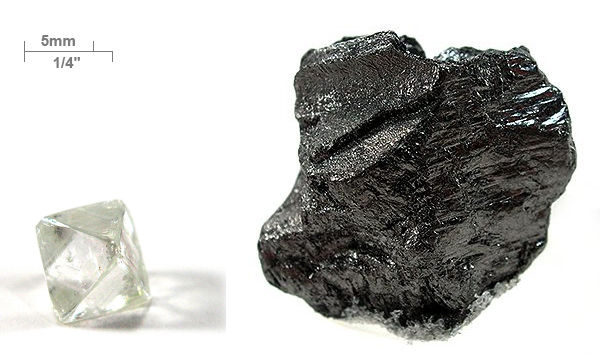

مجموعة الكربون هي عناصر المجموعة الرابعة عشر الموجودة بالجدول الدوري للعناصر ( طبقا لشكل الاتحاد الدولي للكيمياء البحتة والتطبيقية) وهذه العناصر تتميز بوجود أربعة إلكترونات في غلاف الطاقة الخارجي لها، وغالبا ما تساهم هذه العناصر بإلكتروناتها . ويزيد ميل الذرة لفقد الإلكترونات كلما زاد حجم الذرة، والتي تزيد مع العدد الذري . يُكِون الكربون بمفرده أيونا سالبا، ويسمى أيون الكربيد . السيليكون والجيرمانيوم أشباه فلزات. .
وتتكون المجموعة من :
- كربون
- سيليكون
- جرمانيوم
- قصدير
- رصاص
- فليروفيوم

## الخصائص
تتميز عناصر هذه الفصيلة بالتشكيل الإلكتروني الخارجي nsp2np2، مع العلم بأن المدار d10 يوجد في الجرمانيوم، وكذلك المدار f14 عند الرصاص. لذلك يلاحظ الاختلاف الجوهري بين صفات الكربون والسيليسيوم من جهة، وبين باقي العناصر في المجموعة من جهة أخرى، حيث أن الكهرسلبية لا تتناقص فيها بصورة منتظمة.
تتمتع عناصر هذه الفصيلة في مركباتها بالتكافؤ الرباعي، كما أن لها كمون تأين مرتفع تجعل احتمال وجود الأيونات البسيطة M4+ ضعيفا.
يستخدم السليكون في صناعة راقاقات الحاسوب ، ويستخدم الرصاص في الطب حيث يستعمل كواقي للجسم من أشعة x في اثناء تصوير الأسنان، كما يستخدم في صناعة بطارية السيارة.
يستخدم القصدير في طلاء علب حفظ الطعام الفولاذية في الداخل . 